# Speedcar Series 2008/2009
Speedcar Series 2008/2009 var den andra och sista säsongen av stockcarmästerskapet, Speedcar Series. Den inleddes den 5 december 2008 på Dubai Autodrome i Förenade Arabemiraten och avslutades den 25 april 2009 på Bahrain International Circuit i Bahrain. Gianni Morbidelli vann serien, endast två poäng före den regerande mästaren Johnny Herbert.

## Tävlingskalender
| Datum          | Bana                          | Vinnare           | Vinnare                      |
| -------------- | ----------------------------- | ----------------- | ---------------------------- |
| 5-6 december   | Dubai Autodrome               | Vitantonio Liuzzi | ställdes in på grund av regn |
| 26-25 januari  | Bahrain International Circuit | Jean Alesi        | Johnny Herbert               |
| 13-14 februari | Losail International Circuit  | Gianni Morbidelli | Vitantonio Liuzzi            |
| 27-28 februari | Dubai Autodrome               | Jean Alesi        | Jean Alesi                   |
| 25-26 april    | Dubai Autodrome               | Johnny Herbert    | Vitantonio Liuzzi            |

## Slutställning
| Plats | Förare                | Poäng |
| ----- | --------------------- | ----- |
| 1     | Gianni Morbidelli     | 55    |
| 2     | Johnny Herbert        | 53    |
| 3     | Vitantonio Liuzzi     | 45    |
| 4     | Heinz-Harald Frentzen | 44    |
| 5     | Jean Alesi            | 38    |
| 6     | Thomas Biagi          | 29    |
| 7     | Hasher Al Maktoum     | 25    |
| 8     | Christopher Zöchling  | 19    |
| 9     | Damien Pasini         | 11    |
| 10    | David Terrien         | 9     |
| 11    | Jacques Villeneuve    | 7     |
| 12    | Marchy Lee            | 6     |
| 13    | Nicolas Navarro       | 5     |
| 14    | Chris Buncombe        | 2     |
| 15    | Marco Melandri        | 2     |
| 16    | Giovanni Lavaggi      | 1     |